# Дексна
Де́ксна (бел. Дзе́ксна, пол. Dzieksna) — хутор в Сморгонском районе Гродненской области Белоруссии.
Входит в состав Жодишковского сельсовета.
Расположен в северной части района. Расстояние до районного центра Сморгонь по дороге — около 23 км, до центра сельсовета агрогородка Жодишки по прямой — чуть более 4,5 км. Ближайшие населённые пункты — Копачи, Ошмянец, Селятичи.
Согласно переписи население хутора в 1999 году насчитывало 6 человек.
Чуть менее чем в километре на северо-восток от Дексны находится Жодишковский заказник местного значения.